# Aprilia RX
Le Aprilia RX sono le motociclette enduro/fuoristrada della casa di Noale, sono molto simili ai modelli da Cross ma con un impianto elettrico che comprende anche i fari, frecce, stop e varie spie, come la spia dell'olio, inoltre hanno anche uno specchietto retrovisore, un rubinetto della benzina con la riserva, il miscelatore per la lubrificazione separata e la targa. I modelli sono prodotti nelle cilindrate di 50 e 125 cm³ e si piazzano tra le moto da enduro e le fuoristrada, prima che la versione 125 venisse depotenziata.

## Aprilia RX 50

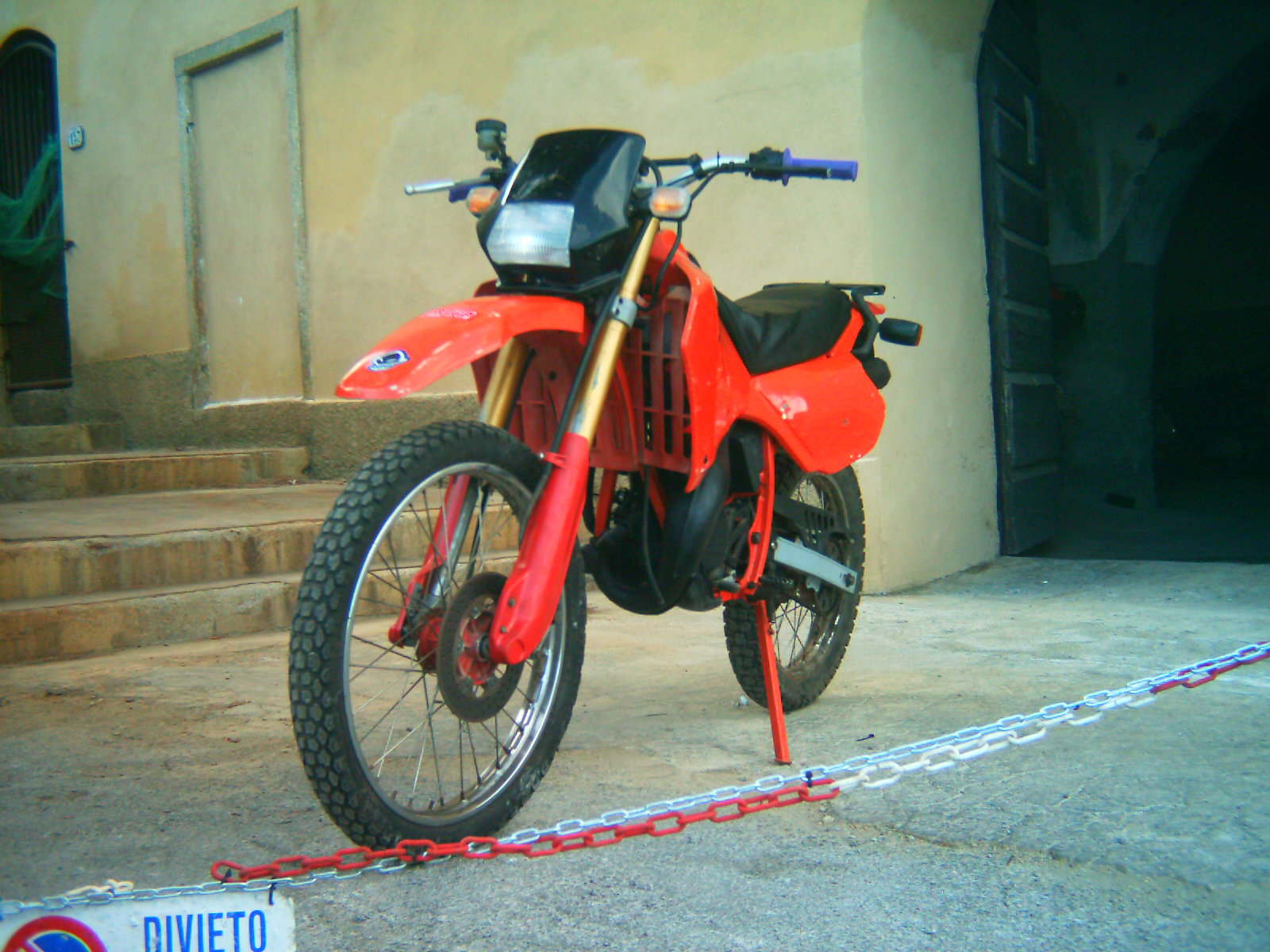
Aprilia Rx 50 del 1990

L'Aprilia RX 50 è il ciclomotore Aprilia che per molto tempo è stato prodotto dalla casa a partire dal 1989.
La prima serie si avvia nel 1989, con una livrea lineare, con ciclistica semplice ma funzionale; questa serie durerà poco, solo fino al 1990.
La seconda serie si avvia nel 1991; la moto viene completamente rinnovata ma non stravolta: infatti il telaio ed il forcellone sono completante nuovi, così come le carenature, mentre viene aggiornata la pinza freno dell'impianto frenante anteriore che inizialmente era fissa a doppio pistoncino contrapposto mentre ora è flottante a doppio pistoncino. Il cambio nei primi modelli era a tre marce e poi è passato a cinque nel '95 quando non vigeva più la legge che limitava il numero massimo di marce nei ciclomotori e verrà prodotta così fino al 2005.
La terza serie, si avvia nel 2006 la casa però porta numerosi cambiamenti passando alla versione My, e adesso ricorda molto la sorella maggiore, con le sue linee squadrate e un po' inusuali, infatti riprende a pieno le linee della MXV 4.5 che partecipava al mondiale cross, un altro cambiamento rispetto alla vecchia versione sono le forcelle, che passano da rovesciate a normali, con un aumento del diametro di 6 mm, ma una riduzione della corsa da 250 a 195 mm, anche la sospensione posteriore ha avuto una riduzione della corsa da 260 a 180 mm ed ora è in alluminio e non più in acciaio scatolato, ma anche il telaio diventa in alluminio e del tipo bitrave, inoltre il motore cambia le sue misure, passando dal Minarelli 40,3x39,0 al Piaggio 39,88x40, inoltre la pinza posteriore viene aggiornata, ma sempre del tipo fisso a due pistoncini contrapposti, si ha inoltre aggiunta della ventola radiatore rispetto alla serie precedente.
Questo modello era stato per un breve periodo affiancato dal modello supermotard MX 50, ma poi questo modello è stato sostituito sempre nel 2006 dal modello SX 50 che rispecchia in tutto e per tutto le nuove livree del modello RX 50.

## Aprilia RX 125
L'Aprilia RX 125 è la versione di cilindrata superiore ed è stata prodotta ininterrottamente dal 1985 al 1999, poi dopo un periodo di pausa ha ripreso la produzione dal 2008 al 2010.
Recentemente è stata presentata una nuova RX 125, nel 2016, che altro non è che una Derbi 4 tempi rimarchiata, che però non ha riscosso molto successo presso il pubblico in quanto neanche lontanamente si avvicina al blasone, alle prestazioni e allo stile delle vecchie versioni 2 tempi.
Le RX dal 1984 al 1988 fanno ancora parte della vecchia generazione di enduro della casa di Noale ed erano affiancate dalla MX125 da cross puro, non targata e non omologata e dalla Tuareg Rally per uso marathon. Tutte e tre le moto erano disponibili anche in versione 250. Le 125 adottavano il Rotax 127, in uso anche sulla Aprilia ETX e Tuareg (modello non Rally) che però avevano il cilindro incamiciato in ghisa e il miscelatore. Le forcelle erano di tipo tradizionale con soffietti parapolvere.
La versione 1984 della RX 125 (così come le sorelle MX e Tuareg Rally, sia 125 che 250) aveva i freni a tamburo e stampella laterale sostituiti dal 1985 con un impianto misto, disco anteriore e tamburo posteriore, e dall'iconico cavalletto centrale diventato poi il tratto distintivo della serie. Queste prime versioni non erano dotate di miscelatore e le plastiche, molto grossolane, non erano verniciate. Si trattava in tutto e per tutto di moto pronto gara. Erano anche prive di contro albero di bilanciamento per diminuire le vibrazioni.
La nuova generazione di RX 125 (Six Days) arriva fra il 1989 e il 1990, basata sul telaio tutto nuovo e riprogettato del Tuareg Rally del 1989 e denominata Modello K, dai colori blu scuro e lilla. Le forme erano inedite e ben curate, spigolose ma non troppo, le plastiche verniciate e di pregevole fattura. Il modello K sarà l'unico fra tutte le nuove RX ad avere il parafango anteriore "piatto". Inoltre faro posteriore e targa saranno montate su un supporto asportabile in plastica nera sostenuto anche esso da un telaietto in metallo nero, anche esso asportabile.
Il motore era il nuovo Rotax 123 a 2 tempi con contro albero di bilanciamento e cambio a sei rapporti. Il cilindro era prodotto su specifiche Aprilia da Gilardoni e nominato Gilardoni 1 o Gilardoni 2. Le due versioni non avevano differenze e il numero era riferito a quale dei due stampi lo aveva prodotto. Sulla RX 125 del 1989/1990 c'era la nuova versione del cilindro Rotax 123 contraddistinta dal numero identificativo 223610. Infatti era il primo cilindro ad avere i booster sulla luce di scarico mentre la Tuareg Rally del 1989 ne era priva (Cilindro 220/223360).
Il cilindro 223610 ha una erogazione molto appuntita, con pochi bassi e un grandissimo allungo, non particolarmente adatta all'utilizzo fuoristradistico e la valvola RAVE elettronica è gestita da una centralina situata sotto la sella che la fa aprire a 8400 giri. Il cilindro 223610 quindi, associato ad un cambio ancora troppo distanziato, limita l'utilizzo adeguato della moto in fuoristrada lasciando però al modelli K un'aurea di leggenda presso il pubblico come moto dalle prestazioni eccezionali. Tale gruppo termico viene infatti sostituito poi dal cilindro 223616 nel modello RX 125 Six Days dell'anno dopo (siamo nel 1991), con differente altezza delle luci e travasi, diverso rapporto di compressione e diversa testa che gli conferiscono una erogazione più graduale e modulabile e maggiore spinta già dai bassi regimi.
Il cilindro 223610 è stato poi destinato ad un utilizzo competitivo per le Aprilia Futura Sport Production 125 per via delle sue caratteristiche più adatte all'utilizzo estremo su pista e rimane ancora oggi uno dei cilindri più ricercati dagli appassionati.
Il cilindro Gilardoni era trattato con il GINISIL, nome commerciale del riporto galvanico in Nichel Silicio, brevetto Gilardoni (GIlardoni NIchel SILicio).
A differenza della Tuareg Rally del 1989 per la prima volta una enduro in casa Aprilia adottava la valvola RAVE elettronica allo scarico, azionata da centralina elettronica e solenoide, andando a sostituire la vecchia valvola RAVE pneumatica. Dal 1991 in avanti, in accordo con il nuovo cilindro 223616, la centralina della valvola azionava il solenoide a "soli" 7800 giri per tutte le RX. L'apertura della valvola non era graduale ma on off, aperta o chiusa. Sotto i 1200 giri inoltre la valvola rimaneva aperta per mantenersi pulita, oltre i quali si richiudeva per riaprirsi poi all'entrata in coppia del motore.
La moto era inoltre finalmente dotata di miscelatore.
Il carburatore era un Dellorto VHSB 34 LD da 34 mm, il pistone era un Asso-Werke a doppia fascia montato con tolleranza di 2 centesimi da manuale. Aprilia dichiarava 34,5 cavalli (verosimilmente 32) e 140 km/h di velocità.
Il telaio era di nuovissima progettazione e separato in due parti per la manutenzione. La parte principale era mono trave a tubo quadro con traversa superiore e culla a tubi tondi sdoppiata all'altezza dello scarico. Il telaietto reggisella posteriore a tubi tondi, smontabile, accoglieva pedane passeggero, vaschetta dell'olio, scatola filtro e batteria. La forcella era una Paioli a steli rovesciati da 40 mm di diametro e 290 mm di corsa e il mono posteriore era un Marzocchi regolabile in compressione ed estensione con 30 posizioni diverse, con 290 mm di corsa.
Il cavalletto, caratteristica ereditata dal vecchio Tuareg Rally del 84/87, era centrale e divenne appunto il tratto distintivo delle nuove enduro di Noale.
La Six Days modello K del 1990 venne sostituita dalla Six Days Modello M del 1991 dagli eleganti colori viola dark e argento metallizzato. Con questa livrea Stefano Passeri vinse il campionato italiano e il campionato del mondo a squadre nel 1991 nella Sei Giorni di Francia ma arrivò secondo per un infortunio, dopo aver dominato, nel campionato del mondo individuale. Il telaio rimase sempre lo stesso dell'anno precedente ma cambiava il telaietto reggisella posteriore, più compatto sul lato sinistro per via della batteria da 4Ah più piccola che andava a sostituire l'eccessiva batteria da 9Ah. Inoltre il telaietto reggisella posteriore adesso poteva accogliere un astuccio rigido porta attrezzi eliminando così il borsello posteriore del modello precedente. Oltre alle forme più arrotondate delle plastiche e un nuovo parafango anteriore la nuova Six Days beneficiava di nuovi dischi freno asolati in acciaio spessi 4 mm, di nuove pinze freno, di una nuova forcella Marzocchi da 40 mm e 300mm di corsa, tarata meglio, di un nuovo ammortizzatore regolabile in 30 posizioni su compressione ed estensione fabbricato dalla tedesca Boge-Sachs, di un nuovo forcellone più lungo e con le estremità forgiate, di un Rotax 123 di seconda generazione con un nuovo albero motore, un nuovo carter volano dotato di sede per il pick up, un nuovo albero motore più leggero e una nuova biella, di un nuovo disegno della marmitta e di varie migliorie che andavano a correggere tutti i piccoli errori di gioventù del modello K. Il cilindro adottato era quello di quinta generazione il 220D dal numero di serie 223616 che rimarrà tale fino alla prima versione del motore Rotax 122 adottato nel 1995. Come già detto il cilindro 223616, pur mantenendo la potenza del 223610, aveva una erogazione più morbida e quindi più adatta alla destinazione di utilizzo della moto. Il cambio presentava una nuova rapportatura interna con le prime tre marce allungate per ravvicinare tutti i rapporti e una corona più grossa, da 49 denti, per compensare la modifica al cambio. In questo modo, nonostante le dichiarazioni della stampa, la moto perdeva velocità di punta (almeno 15 km/h) ma guadagnava in fruibilità soprattutto nel fuori strada.
Il 1992 fu l'anno delle due livree dei Modelli N, il 125R World Championship Replica giallo, rosso, viola e il Control Data blu scuro, verde acquamarina e bianco. La livrea della 125R WCR era un omaggio alla livrea del pilota portoghese Miguel Farrajota che con il Modello Six Days del 91 così dipinto partecipò ai campionati del 1992 mentre la Control Data era la livrea utilizzata da Stefano Passeri sempre nel mondiale 1992 sponsorizzata dall'azienda informatica Control Data appunto.
I modelli del 1992 beneficiavano di un telaio inedito e completamente riprogettato. Da ora in avanti le due linee (Tuareg Rally ed RX) si separeranno e la Tuareg Rally continuerà a mantenere il proprio telaio, più adatto alle discipline rally marathon. Con il nuovo telaio la RX risulta più stabile, con un passo più lungo e con maggior peso sull'anteriore, problema che affliggeva le prime due RX (anteriore troppo leggero). Con il nuovo telaio la stabilità della moto aumenta notevolmente, la solidità dell'anteriore è marcata ma la posizione del pilota è più raccolta, le pedane sono più alte e arretrate rendendo la moto leggermente più scomoda e affaticante nei tratti lunghi. La forcella viene ritarata, ha più sensibilità sulle piccole sconnessioni e il forcellone è più lungo di 15 mm e presenta un nuovo parapinza in alluminio che contraddistinguerà questa serie. Il disco posteriore, a causa di una fragilità strutturale, rimane asolato ma perde metà delle asole rispetto al precedente. Il disco anteriore guadagna 5 mm di diametro. Inoltre entrambi i dischi perdono le viti a testa cilindrica ribassata avvitate su scasso e guadagnano delle più comuni viti a brugola con testa svasata. Le forme delle plastiche sono totalmente nuove e fanno un balzo avanti enorme in termini di design. Adesso la moto è ancora più curata, le plastiche si raccordano meglio, le forme sono tonde e il portatarga in plastica, sparito il telaietto reggitarga in metallo, è ridisegnato e più moderno. Il motore è sempre l'ottimo Rotax 123 ma di terza generazione, rivisto negli organi interni, nel carter frizione e con un attacco in più nella parte anteriore. I carter vengono semplificati internamente, il desmodromico del cambio rivisto per avere una cambiata più morbida, gli ingranaggi della quarta e quinta marcia invertiti, un differente millerighe sugli alberi del cambio, un nuovo miscelatore e la posizione degli ingranaggi del contagiri (comunque mai presente su RX) spostati anteriormente. Il look del motore adesso è più moderno, meno spigoloso e più arrotondato, in linea con tutta la moto. Il serbatoio passa dai risicati 9 litri dei modelli 90 e 91 a 12 litri di questo modello 92. Il serbatoio inoltre perde le due appendici laterali che scendevano verso il basso e che rendevano l'accesso e la manutenzione a candela, carburatore e gruppo termico difficoltosa. La perdita di questi volumi e l'ulteriore aumento di ben tre litri comporterà una forma del serbatoio meno ingombrate in altezza ma nettamente più larga e, per quanto piacevole all'occhio e azzeccata, renderà la moto sicuramente un pelino meno maneggevole nella guida in piedi per via del maggior ingombro in larghezza fra le ginocchia.
Le due moto del 1992 fecero il bis, praticamente identiche, nel 1993 con i Modelli P, la 125C di colore giallo, viola prugna e magenta e la nuova Control Data, quasi identica nelle grafiche ma blu scura, lilla e bianca. Il Control Data del 1993 è la prima RX ad avere il telaio in tinta con la carrozzeria e non bianco. L'unica sostanziale differenza tecnica rispetto al modello N del 1992 è la ruota posteriore da 19 pollici invece che da 18, quindi con una vocazione più crossistica, frutto del lavoro di test e prova sui campi di gara. La moto era però omologata con entrambe le misure di ruote vista la difficoltà tuttora corrente di trovare gomme enduro da 19 pollici omologate per l'uso in strada. Inoltre piccoli particolari come passacavi, passa tubi, protezione interna alla pompa del freno posteriore marcavano la differenza con il telaio del 92. Minuscole migliorie dovute all'utilizzo sui campi di gara. In particolare la livrea della 125C entrò in scena sui campi di gara e nei concessionari dopo la Control Data 93 perché sostanzialmente l'Aprilia a metà campionato perse la sponsorizzazione dell'azienda informatica. Si può pertanto affermare che entrambe le moto siano repliche del campionato del mondo.
Nel modello del 1994, denominato 125C, il telaio rimane lo stesso (diventa grigio opaco) ma cambiano le plastiche che diventano ulteriormente più crossistiche. Cambia sostanzialmente tutto il look della moto, dal porta faro, ai porta numeri laterali, dai convogliatori del radiatore alla sella e le viti con testa tonda a brugola vengono sostituite con viti a testa esagonale flangiate. L'unico componente della carrozzeria che rimarrà sempre uguale per il futuro sarà il parafango anteriore. Da qui in avanti telaio, plastiche e caratteristiche tecniche rimarranno bene o male sempre le stesse. Il modello 94 esce in due livree, rosso fluo con porta numeri neri e blu elettrico metallizzato con porta numeri rossi. Il nuovo Modello R gode anche di un nuovissimo forcellone pressofuso invece che scatolato con il tubo del freno incassato e il look molto moderno e tecnologico. La forcella perde 1 cm di corsa ma è regolabile in compressione ed estensione, Questo comporta anche l'adozione di due piedini differenti, il che impone l'adozione di una diversa pinza freno Brembo e di nuovi para steli. Il mono Boge-Sachs non cambierà più fino al 1999. Il motore è la quarta versione, la più evoluta del Rotax 123, con carter più curati, semplificati in alcune parti, fusi con una lega di alluminio migliore e non verniciati, a parte il carter frizione che rimane identico all'anno precedente. Inoltre altre migliorie contraddistinguono questo propulsore, dalla vulgata conosciuto erroneamente come SP, come i passaggi dell'olio cambio maggiorati, ingranaggio primaria frizione alleggerito, albero motore alleggerito con diverso schema di spessoramento per il gioco assiale, tamburo frizione forato per migliore lubrificazione e altre piccole modifiche qua e là. Il nuovo Rotax 123, l'ultimo della serie, è dotato di convogliatore della miscela nelle sedi cuscinetto da entrambi i lati e del quinto travaso di aspirazione, il che lo rende un motore ancora oggi molto ricercato. Probabilmente la RX del 1994 rimane la più completa e adatta all'uso per cui è stata destinata.
Nel 1995 la RX Modello S è denominata 125C, esce nel solo colore nero con le grafiche giallo fluo e rosso fluo a richiamare lo sponsor Chesterfield che compare sulla sorella stradale RS di quell'anno.
La Chesterfield in quegli anni sponsorizzava Aprilia in pista ma nel fuoristrada era con Yamaha, quindi la RX del 1995 è una mancata Chesterfiel replica. Le sovrastrutture della moto sono identiche a quelle del modello 1994 ma cambia leggermente il telaio nella parte inferiore per via dell'adozione del nuovo motore Rotax 122. La culla del telaio infatti è meno ingombrante perché il nuovo propulsore è più compatto, gli organi interni sono più o meno gli stessi ma disposti in maniera più raccolta. Il beneficio in dimensioni è notevole, l'olio necessario al cambio passa da 1000 cc a 600 cc. Il 122 dispone inoltre della luce di segnale, detto anche il quinto travaso, non disponibile nel Rotax 123 se non nell'ultimissima versione del 1994. Inoltre il pignone dell'albero motore non è più avvitato ma bloccato con un seeger e l'intera campana frizione, che guadagnerà un disco in acciaio in più, si sfila liberamente senza bisogno di attrezzo alcuno. Il carter frizione ha infatti un sottocarter solo per estrarre il pacco frizione dal motore senza doverlo aprire tutto. Tutto il gruppo desmodromico e comando cambio viene spostato nel carter frizione invece che nei carter interni e le forchette del cambio sono molto più piccole e disposte su due assi invece che uno. Queste modifiche vengono fatte in ottica di una manutenzione più rapida in gara che però porterà ad avere una minore affidabilità generale del motore. Infatti il Rotax 122 è afflitto da vari problemi di usura precoce. Gli ingranaggi del controalbero in Delrin, indistruttibili sul Rotax 123, sono soggetti a consumo eccessivo se non a rotture, l'ingranaggio pompa olio e pompa acqua si mangia velocemente, in caso di grippata o sbiellata brutale le forchette del cambio possono svergolarsi, c'è un maggior consumo della chiocciola spingi disco e del coperchio molle frizione e l'olio si rovina e va sostituito molto prima. È probabilmente la minore quantità di olio a rendere gli ingranaggi del contro albero, uno dei maggiori problemi di affidabilità del motore. Nel Rotax 122 il meccanismo di avviamento a pedivella viene completamente spostato e non è più quindi coassiale all'asta del selettore del cambio. I prigionieri M7 della testa vengono sostituiti con delle più economiche viti M8 a testa esagonale che avvitano direttamente nel corpo del cilindro, una scelta chiaramente dettata dal risparmio economico che però comporta rischio di rotture dell'alluminio soprattutto in ambito competitivo dove il gruppo termico viene smontato con frequenza. Cambia anche la forma del coperchio copri testa per accogliere le teste delle viti e per avere una minore quantità di acqua e un più veloce passaggio. Infatti la velocità di rotazione della pompa acqua è maggiore rispetto al Rotax 123. In Aprilia puntavano molto sul nuovo propulsore, in ottica prestazioni e bilanciamento del mezzo ma rimasero presto delusi per la mancanze di differenze rilevanti sotto quei punti di vista. Il Rotax 122 afflitto da problemi di affidabilità e dalla maggiore economicità rimane un motore il cui potenziale è andato un poco sprecato.
Il modello 1995 fu l'ultimo full power, dopo di che la sciagurata legge dei 15 cavalli non permise ai modelli successivi di essere venduti a piena potenza. Aprilia adottò così due linee di vendita, una full power per i maggiorenni e una depotenziata per i sedicenni. Era però disponibile un kit di ripotenziamento per riportare il propulsore alla potenza originale, solo per uso pista però.
Nel 1996 esce la RX 125C modello T dal colore arancione e grigio. Le plastiche sono identiche al 1995 ma la particolarità di questo modello è la plastica dei para steli e dei convogliatori dei radiatori che sono in tinta arancione ma trasparenti. Tecnicamente la moto è identica al modello dell'anno precedente e da qui in avanti le variazioni saranno solo più estetiche a causa della legge che ha ucciso da un anno all'altro un intero compartimento industriale e rendendo quindi inutili investimenti in un settore così penalizzato.
Nel 1997 esce quindi il modello V, ancora denominato RX 125C, in due livree, nuovamente arancione e grigio opaco e blu elettrico e grigio opaco con plastiche radiatore e copristeli trasparenti.
Nel 1998 vede la luce l'ultimo modello, dalle grafiche discutibili, giallo e nero e il telaio rosso con forcella e ammortizzatore di colore nero. Sarà l'ultima RX per circa 10 anni.
L'RX 125 è stata sostituita quindi dal 1999 dall'Aprilia MX 125 che condivideva telaio e meccanica ma con una estetica della carrozzeria rivista e le ruote da 17 pollici stradali da motard. La MX 125 è stata prodotta dal 2004 al 2006.
All'EICMA 2007 è stata presentata invece quella che è la nuova enduro 2 Tempi 125 Aprilia.
Uscita in vendita nel 2008, sulla scia della Aprilia RXV 450 esce il nuovo modello di RX 125 (anche in versione motard denominato SX) che ne ricalca le forme con le linee particolarmente spigolose e la colorazione rosso e nero. La moto ebbe poco successo vista anche la povertà dei materiali e l'economia con cui venne progettata ed è tuttora invisa e non considerata da parte degli amanti della RX. Il motore adottato era sempre l'ormai vetusto Rotax 122, con un nuovo telaio molto particolare, essendo in traliccio di tubi con piastre fuse in acciaio. Inoltre in questo modello si ha l'omologazione euro 3; Venne prodotta fino al 2010.
Nel 2016 è stata presentata una nuova generazione di RX 125, a quattro tempi ma si tratta di una rebrandizzazione di un modello di moto Derbi di un paio di anni prima.